# Aspendo
Aspendo (griego Ἄσπενδος) fue una ciudad fundada, según la tradición griega, en época prehelénica por colonos originarios probablemente de Argos en la antigua Panfilia, en la costa meridional de Asia Menor. Se encuentra a unos 45 km al este de la ciudad actual de Antalya, capital de la provincia turca homónima. 

## Historia
Su fundador, Mopsos, lleva un nombre de origen anatolio y el nombre de la ciudad en las monedas de los siglos V y IV a. C. es Estwediya (sin duda derivado del nombre de un antiguo reyezuelo hitita de la región). Eso denota, de hecho, una fuerte influencia de los pueblos asiáticos de la región.

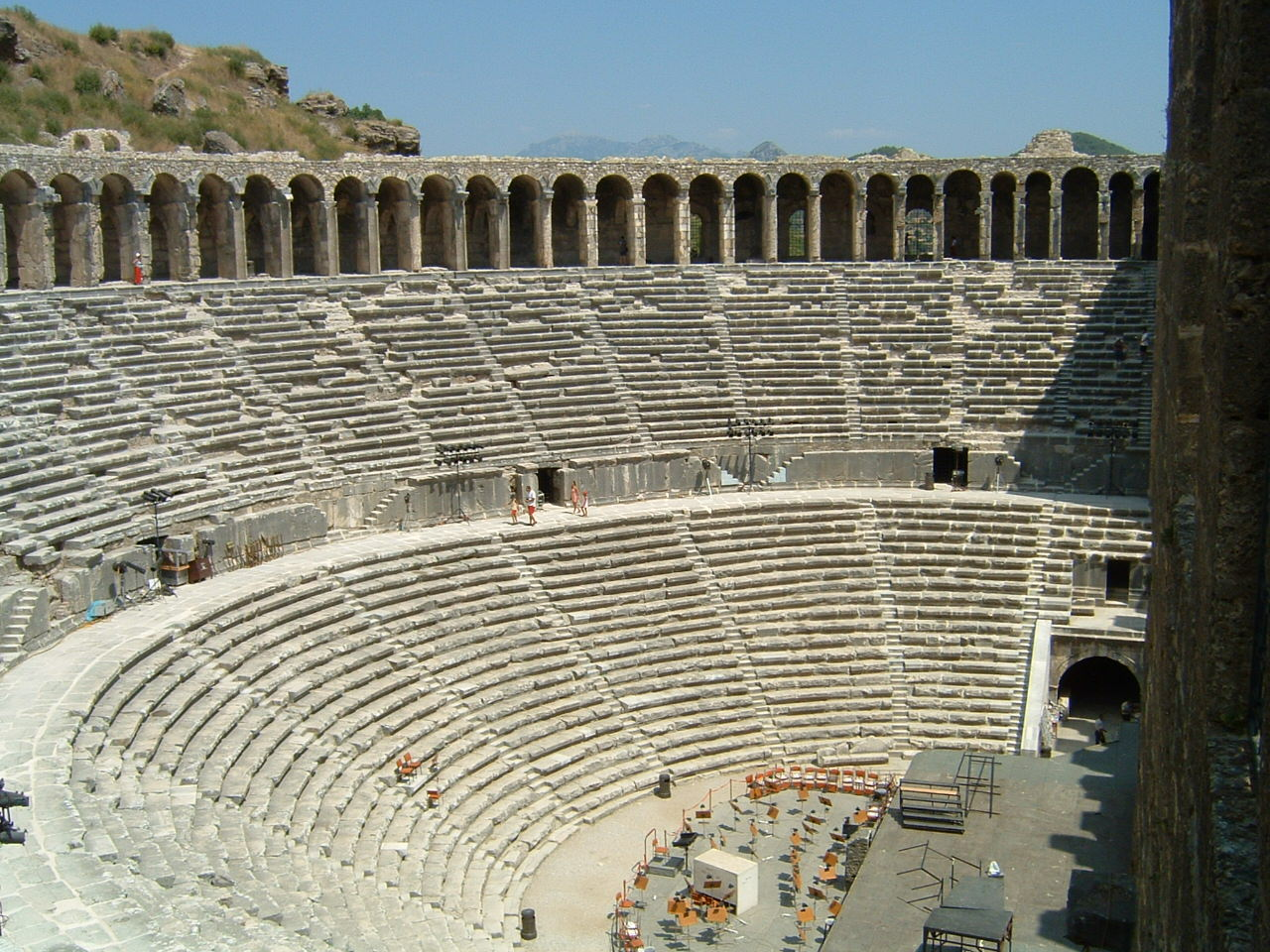
Teatro de Aspendo.

A fines del siglo V a. C., Aspendo era una base de naves fenicias. En el 388 a. C. el estratego ateniense Trasíbulo llegó a Aspendo al frente de una flota y recaudó dinero de los aspendios pero algunos soldados se dedicaron al saqueo, por lo que los aspendios atacaron la flota y mataron a Trasíbulo. Al final del año 334 a. C., la ciudad se sometió a Alejandro Magno. A la muerte del conquistador, fue rápidamente integrada en el Reino de Pérgamo, y después fue incorporada en la provincia de Asia en época romana. En el siglo V d. C., llevaba el nombre de Primopolis.
Aunque la ciudad fuera importante en época romana, ha sido muy poco explorada. Es posible, sin embargo, admirar uno de los teatros mejor conservados del mundo romano, construido bajo el emperador Antonino Pío (según el historiador Antonio García y Bellido). Se calculaba que el teatro de Aspendo tenía un aforo de entre 10.000 y 15.000 personas, sin embargo, en el Festival de Cine y Cultura de la ciudad se comprobó que su capacidad está por encima de 20.000.
El acueducto de la ciudad tiene un sifón bien conservado.

## Bibliografía

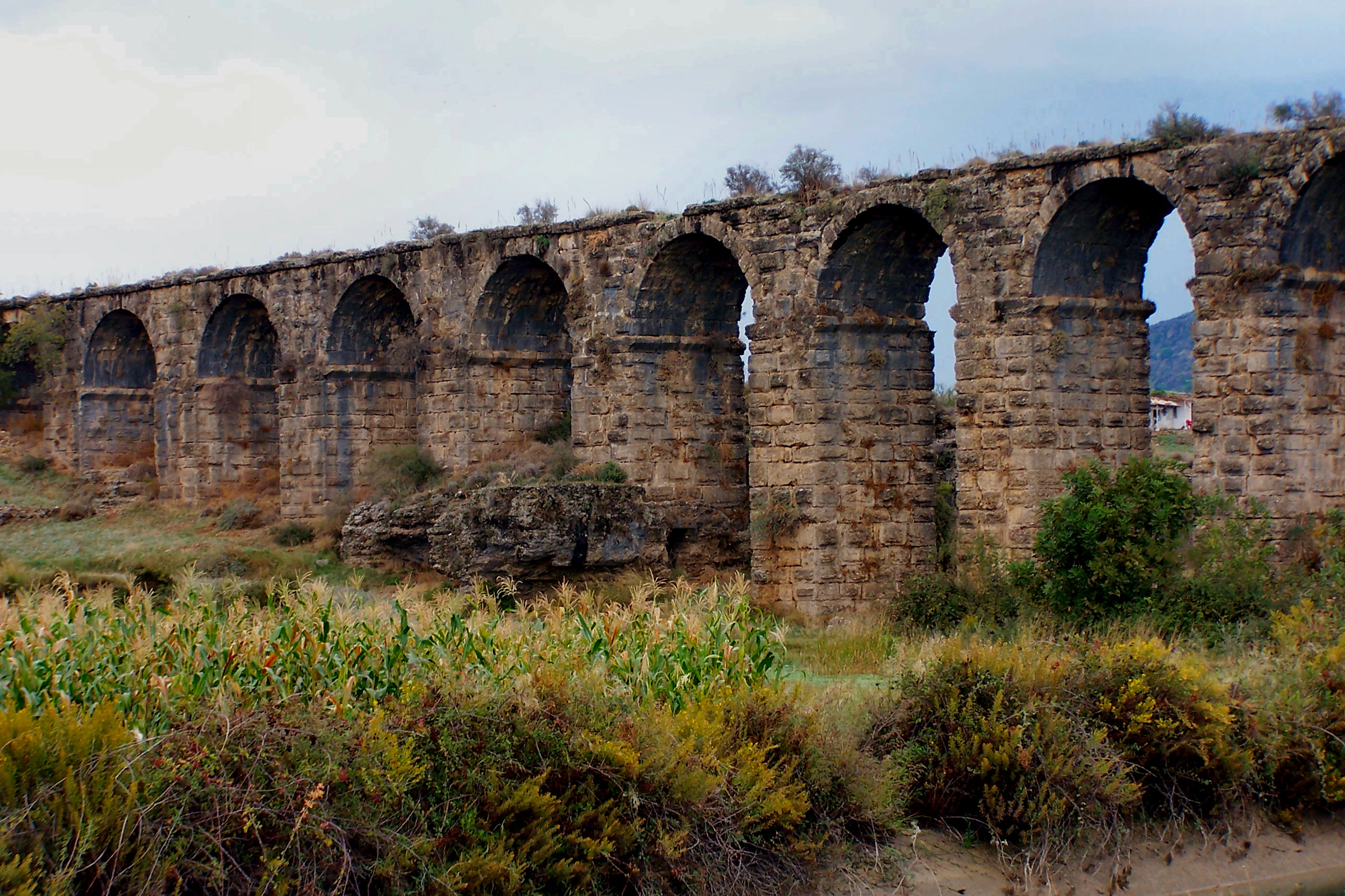
Ruinas del acueducto romano de Aspendo.